# جیچیرو داته
جیچیرو داته (انگلیسی: Jiichiro Date; ۶ ژانویهٔ ۱۹۵۲ – ۲ فوریهٔ ۲۰۱۸) کشتی‌گیر آزاد اهل ژاپن بود.
وی در مسابقات کشوری و بین‌المللی در مجموع برندهٔ ۱ مدال طلا، ۱ مدال برنز شده‌است.